# Гавайские острова
Гава́йские острова́ (или Гавайский архипелаг, англ. Hawaiian Islands, гав. mokupuni o Hawaiʻi) — архипелаг из 24 островов и атоллов, расположенный в северной части Тихого океана (между 19° и 29° северной широты). Он вытянут с северо-запада на юго-восток и имеет вулканическое происхождение, как и острова Фиджи.
Острова получили своё название от названия самого крупного острова — Гавайи (по его имени весь архипелаг в просторечии называется «Гавайи», слово используется только во множественном числе). Почти все острова архипелага образуют штат США Гавайи (с 1959 года). Единственным исключением является атолл Мидуэй на крайнем западе, который является неинкорпорированной неорганизованной территорией США (то есть принадлежит им, но не является их частью).
Коренное население — гавайцы; исконный язык — гавайский.

## История
Гавайские острова для европейцев открыл 18 января 1778 года знаменитый английский мореплаватель Джеймс Кук во время своего 3-го путешествия по Тихому океану (здесь же он и погиб 14 февраля 1779 года, когда вернулся на зимовку после плавания по северной части Тихого океана). Кук дал им название Сандвичевы острова (это название использовали до конца XIX века) в честь Первого лорда Адмиралтейства Джона Монтегю, 4-го графа Сэндвича.
К моменту прибытия Кука Гавайские острова уже почти полтора тысячелетия населяли полинезийцы. Единой точки зрения на историю заселения Гавайских островов до сих пор не сложилось. Согласно наиболее распространённой точке зрения, первые полинезийцы прибыли с Маркизских островов около 300 года н. э., за ними приблизительно в 1300 году последовали переселенцы с Таити, покорившие первых поселенцев и сформировавшие более сложную религиозную и социальную систему.
Европейцы застали на Гавайских островах несколько государственных образований, которые в 1810 году слились в единое королевство Гавайи под началом Камеамеа I, получившего доступ к европейскому оружию. Развитие интереса к производству сахарного тростника привело США в конце столетия к более активному экономическому и политическому вмешательству в дела архипелага. Местное население, столкнувшись с занесёнными извне инфекциями, от которых у него не было иммунитета, пережило массовое вымирание: к концу века от 300-тысячного полинезийского населения осталось около 30 тысяч человек. На их место в 1852 году Гавайское сельскохозяйственное общество доставило в Гонолулу первую партию рабочих — 200 китайцев. Вскоре последовали новые партии. К китайцам прибавились японцы, филиппинцы, корейцы, а также рабочие из Европы: португальцы с острова Мадейра, немцы и норвежцы.
В 1887 году вооружённые отряды белых заставили принять «Конституцию штыка». Так как Лилиуокалани, последняя королева островов, попыталась оспорить положения этой «конституции», группа уроженцев островов американского происхождения, призвав на помощь американских моряков со стоявшего в бухте корабля, в 1893 году совершила переворот и свергла королеву. Через год была провозглашена марионеточная Республика Гавайи, президентом которой стал Сэнфорд Доул. После провала попытки контрпереворота под руководством гавайского националиста полковника Роберта Уильяма Уилкокса, не устававшего восставать как против монархических, так и против республиканских правительств, присоединение Гавайев к США было лишь вопросом времени. В 1898 году, в разгар испано-американской войны, США аннексировали Гавайи и в 1900 году предоставили им статус самоуправляемой территории. Когда президент Уильям Мак-Кинли подписал «договор» об аннексии Гавайских островов, местному населению удалось сорвать его вступление в силу, предъявив 38000 подписей под петицией протеста; в итоге аннексия была утверждена лишь принятием «резолюции Ньюлендса» в июле 1898 года.
С 1901 по 1902 год первым председателем сената Гавайских островов был революционер-народник Николай Судзиловский-Руссель, известный также под именем Каука Лукини (по-канакски «русский доктор»), который за время нахождения в должности успел провести реформы в поддержку канаков, но не смог противостоять влиянию США и был лишён американского гражданства за антиамериканскую деятельность. Так называемая «Большая пятёрка» — 5 компаний, владевших сахарными плантациями островов и установивших свой олигархический контроль над местной политикой — приложила все усилия, чтобы Гавайи имели неравноправный статус в рамках США, ведь таким образом на острова не распространялось американское трудовое законодательство.
В 1908 году порт Пёрл-Харбор, ещё с конца XIX века игравший роль международного, стал базой ВМС США. Нападение японской авиации на эту базу 7 декабря 1941 года привело США к вступлению во Вторую мировую войну.
21 августа 1959 года «Территория Гавайи» получила статус штата США, 50-го по счёту.

## Острова, входящие в состав архипелага
Юго-восточные (наветренные или основные) Гавайские острова:
| Остров                      | Остров (англ.)      | Остров (гав.) | Площадь в км² | Население в тыс. чел. | Возраст в млн. лет | Фото |
| --------------------------- | ------------------- | ------------- | ------------- | --------------------- | ------------------ | ---- |
| Гавайи (или Большой остров) | Hawaii (Big Island) | Hawaiʻi       | 10433         | 190                   | 0,6                |      |
| Кауаи                       | Kauai               | Kauaʻi        | 1456          | 70                    | 5,25               |      |
| Кахоолаве                   | Kahoolawe           | Kahoʻolawe    | 117           | 0                     | 1,03               |      |
| Ланаи                       | Lanai               | Lānaʻi        | 364           | 3                     | 1,6                |      |
| Мауи                        | Maui                | Maui          | 1884          | 145                   | 1,75               |      |
| Молокаи                     | Molokai             | Molokaʻi      | 673           | 8                     | 2,1                |      |
| Ниихау                      | Niihau              | Niʻihau       | 180           | 0,2                   | 5,55               |      |
| Оаху                        | Oahu                | Oʻahu         | 1545          | 955                   | 4                  |      |

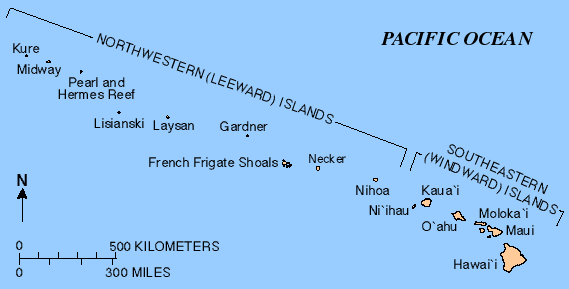
Карта Гавайских островов

Северо-западные Гавайские острова (или Подветренные Гавайские острова, или малые Гавайские острова) — практически не обитаемые атоллы, рифы, скалы и отмели, следующие на северо-запад за 8 основными Гавайскими островами. К ним относятся:
- Мидуэй (атолл)
- Куре (атолл)
- Перл-энд-Хермес
- Остров Лисянского
- Лайсан
- Нихоа
- Маро (риф)
- Гарднер (скалы)
- Некер
- Френч-Фригат-Шолс

## Вулканы

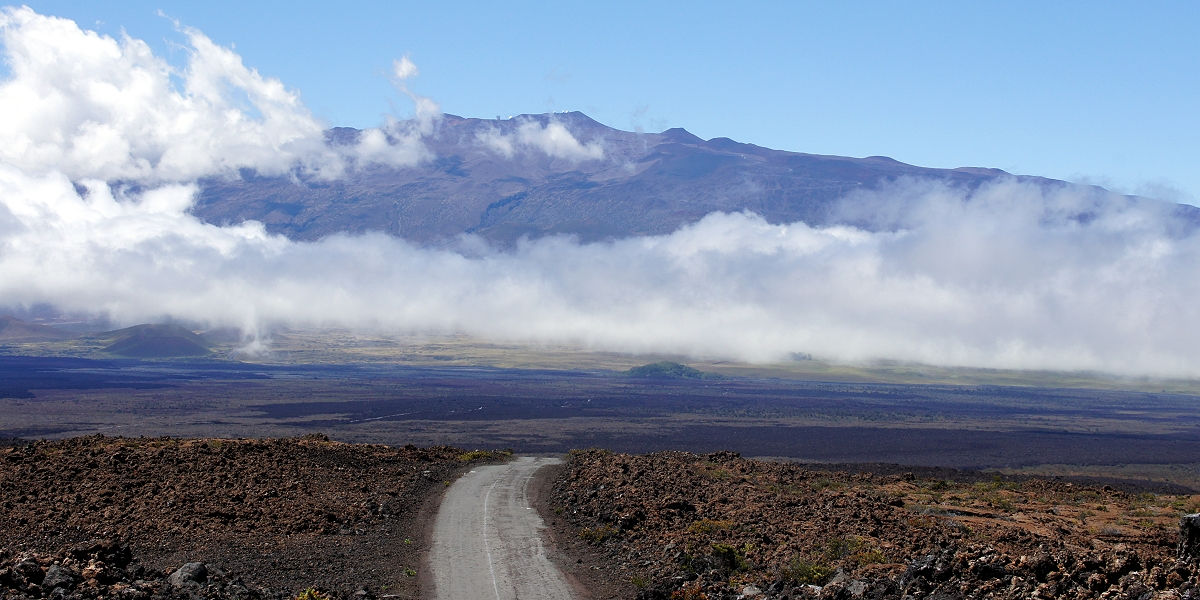
Вид на Мауна-Кеа с Мауна-Лоа

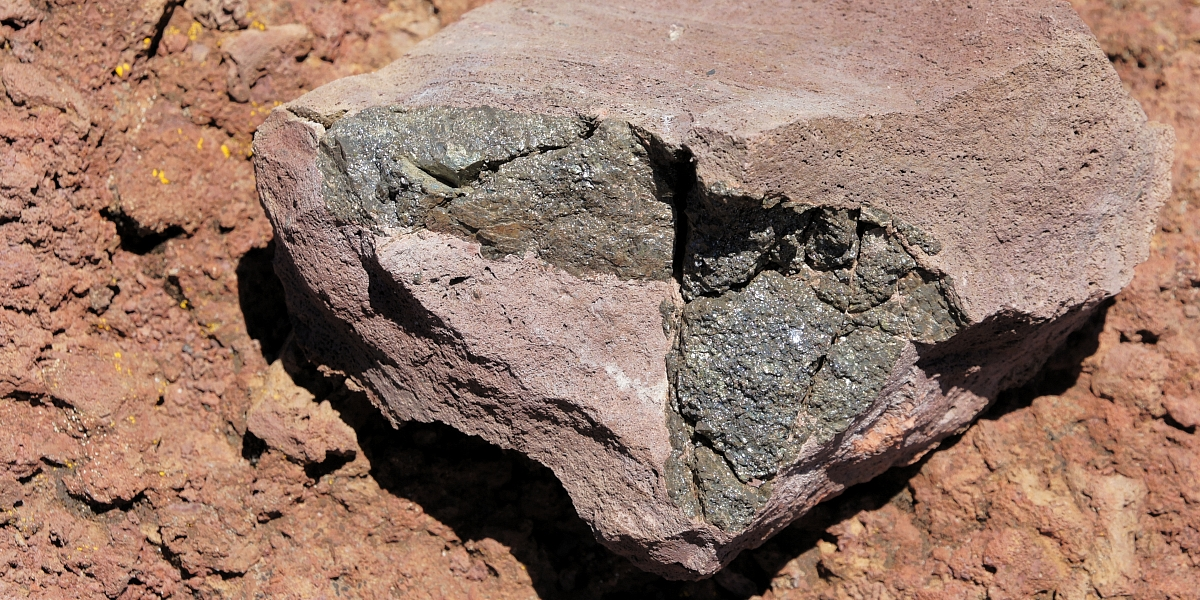
Гавайская Вулканическая бомба

Цепочка островов архипелага сформирована в результате вулканической деятельности и движения тихоокеанской литосферной плиты на северо-запад над магматической Гавайской горячей точкой со скоростью порядка 52 километра за 1 миллион лет. В связи с этим острова на северо-западе старше, и, в большинстве своём, меньше по размеру (так как они дольше подвергаются эрозии).
Остров Гавайи — самый большой и молодой остров в цепочке. Он состоит из пяти вулканов.
- Крупнейший вулкан на островах — Мауна-Лоа занимает площадь около 5200 км²[5], что составляет более половины острова; это крупнейший по площади надводный активный вулкан.
- Наиболее высокий вулкан — Мауна-Кеа, 4205 метров над уровнем моря, его высота от подножия на морском дне (Гавайская впадина) достигает около 10 километров.
- Самый активный вулкан — Килауэа, он непрерывно извергается с 1983 года.

Большинство извержений на Гавайях относятся к гавайскому типу, из-за высокой температуры и текучести базальтовой магмы они образуют плоские щитовые формы вулканов. По составу магмы гавайские вулканы являются щелочными базальтовыми.

## Биология и экология

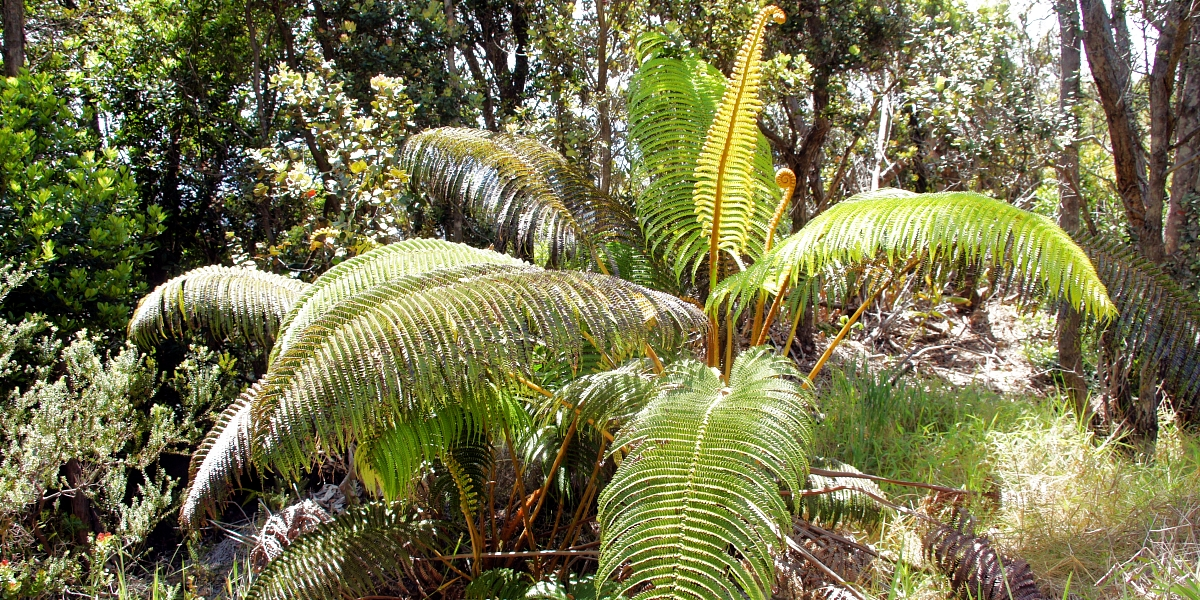
Гавайские тропические леса

Жизнь на Гавайских вулканических островах развивалась за счёт морского и воздушного притока новых видов и их дальнейшей эволюции практически в полной изоляции в течение 70 миллионов лет (время образования первых островов). Самый старый из надводных островов — Мидуэй (28,3 млн лет).
Гавайские острова являются родиной множества эндемичных видов (64 % эндемиков среди наземных видов):
- мхи, плауны и папоротники — 61 %
- цветковые растения — 44 %
- насекомые — 66 %
- пауки — 62 %
- моллюски — 95 %
- птицы — 62 %
- млекопитающие — 5 %

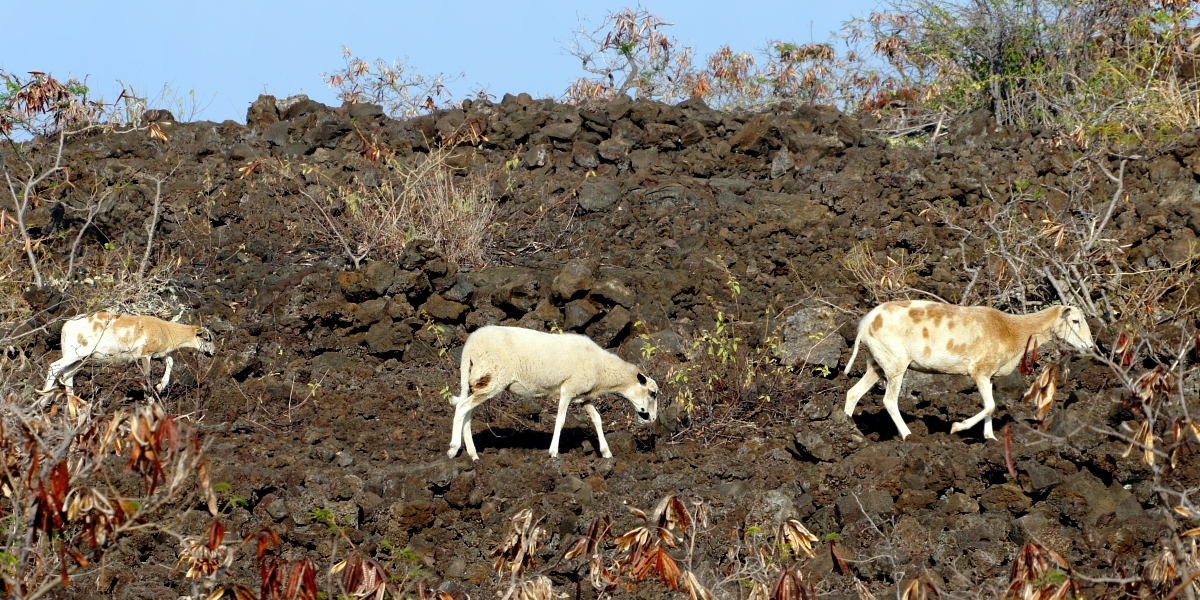
Биологическое загрязнение островов

Приход полинезийцев принёс с собой новые растения и животных, в первую очередь собак, свиней и крыс. По мнению учёных, первые поселенцы обнаружили здесь 67 видов птиц, треть из которых в настоящее время считается вымершими. При этом они не обнаружили рептилий, амфибий, москитов, вшей, мух и даже тараканов. Млекопитающие представлены были всего двумя видами: бело-серой летучей мышью и тюленем-монахом.
Рост населения привёл к уменьшению площади лесов, увеличению количества степей и общему ухудшению состояния окружающей среды. Сельское хозяйство монокультурного типа заменило многовидовые системы.
Приход европейцев в конце XVII — начале XIX веков привёл к появлению новых видов, болезней, развитию крупномасштабного сельскохозяйственного монокультурного производства и животноводства с целью экспорта продукции. В свою очередь это повлекло ещё более интенсивное сведение лесов, что в совокупности со стремительным ростом городов привело к очередному витку экологических проблем. В настоящее время большое количество эндемичных видов флоры и фауны находятся на грани вымирания.
В 1883 году для борьбы с крысами на плантациях сахарного тростника Уильям Герберт Пёрвис выпустил на острова привезённых мангустов. Впоследствии они стали охотиться не только на крыс, но и на обитающих на островах птиц. В результате местные виды птиц тоже оказались на грани исчезновения.

## Климат

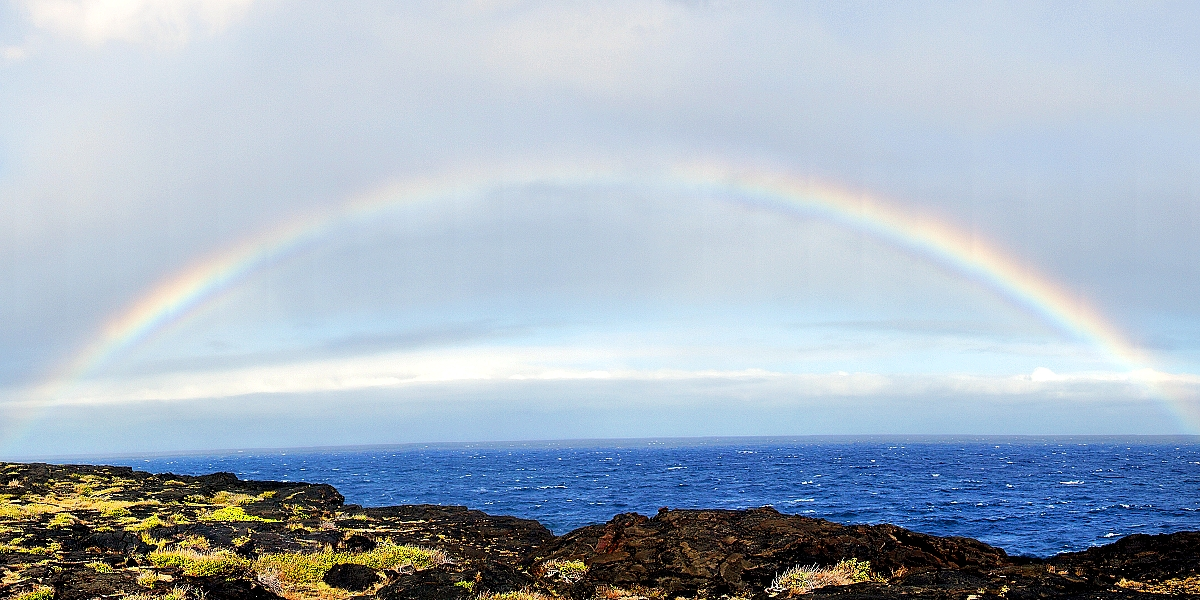
Гавайи часто называют «островами радуги»

Климат Гавайских островов пассатный. Осадки выпадают, главным образом, на северных и восточных сторонах островов, что обусловлено влиянием пассатов. Прибрежные зоны, особенно на юге и западе, или на подветренных сторонах — суше. Из-за пассатов и потенциальной возможности ливневых дождей основная часть туристических зон расположена на подветренных побережьях островов.
В основном Гавайские острова получают бо́льшую часть осадков в зимние месяцы (с октября по апрель). С мая по сентябрь осадков меньше, но повышение температуры увеличивает риск ураганов.
Температура колеблется в пределах +29°…+32 °C летом и +18°…+21 °C зимой. Очень редко температура поднимается выше +32 °C или опускается ниже +16 °C. В горах температура бывает существенно ниже, а на Мауна-Кеа, Мауна-Лоа и Халеакала зимой иногда выпадает снег.

### Ураганы

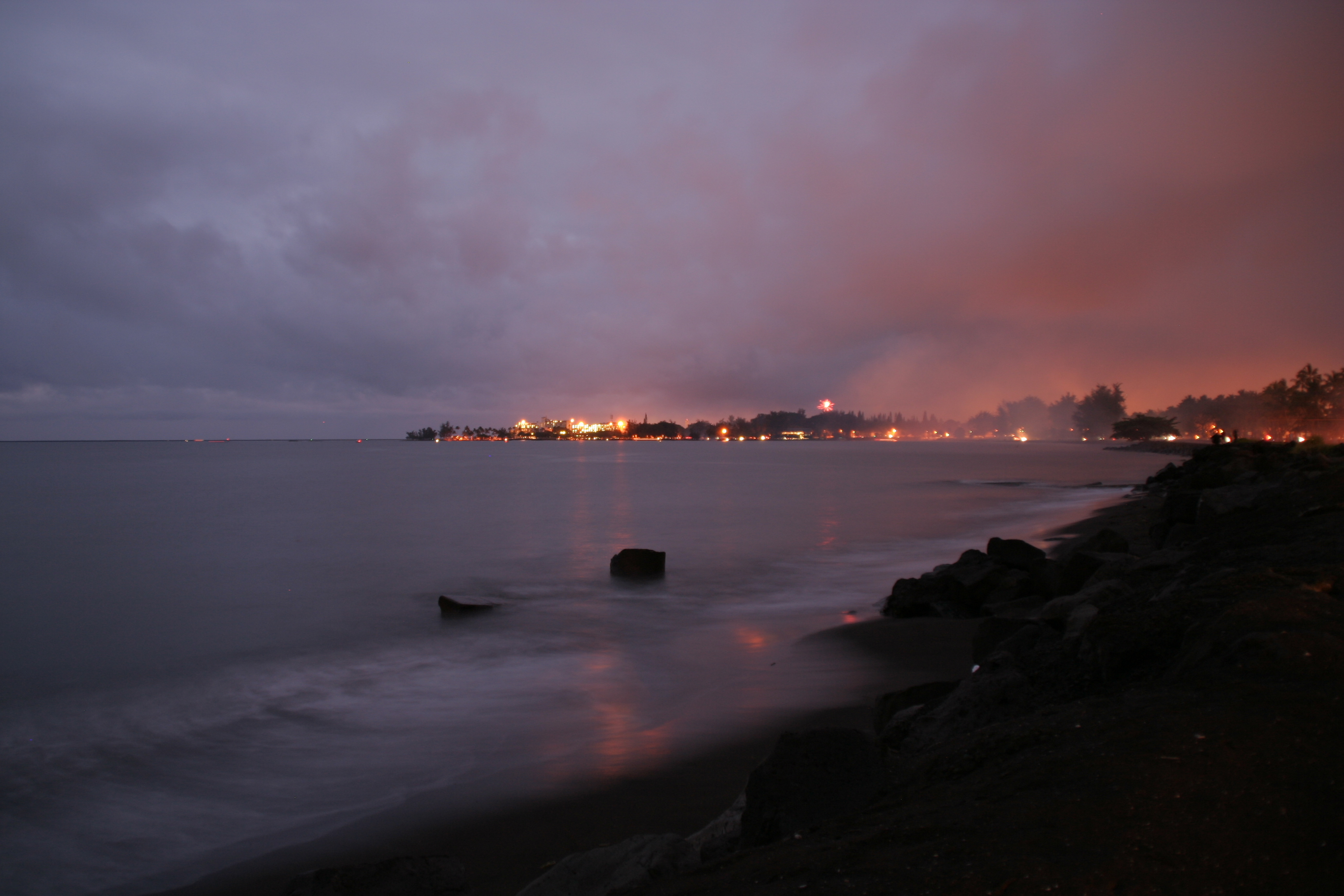
Бухта в городе Хило

Сезон ураганов (тропический циклон) на Гавайских островах продолжается приблизительно с середины июня по ноябрь, когда тропические штормы наиболее вероятны в северной части Тихого океана. Обычно эти штормы зарождаются вблизи побережья Мексики (в особенности, полуострова Калифорния) и продвигаются на запад или на северо-запад в направлении островов.
Гавайи защищены просторами Тихого океана от прямых ударов ураганов, так как ураган теряет свою разрушительную силу, если движется на север, встречая более холодные воды. Считается, что профиль наиболее возвышенных островов (Халеакала на Мауи, Мауна-Лоа и Мауна-Кеа на острове Гавайи) может защитить их, и определённо, Кауаи подвергался воздействию ураганов более часто, чем другие острова за последние 50 лет.

### Цунами
Гавайские острова подвержены опасности океанских цунами, которые приходят, в основном, с севера. Город Хило на Гавайях исторически больше всех пострадал от цунами, так как расположен в бухте, на которую обычно обрушивается основной удар.